# Château de La Hulpe
 (octobre 2021).
Si vous disposez d'ouvrages ou d'articles de référence ou si vous connaissez des sites web de qualité traitant du thème abordé ici, merci de compléter l'article en donnant les références utiles à sa vérifiabilité et en les liant à la section « Notes et références ».
Pour un article plus général, voir Domaine Solvay.

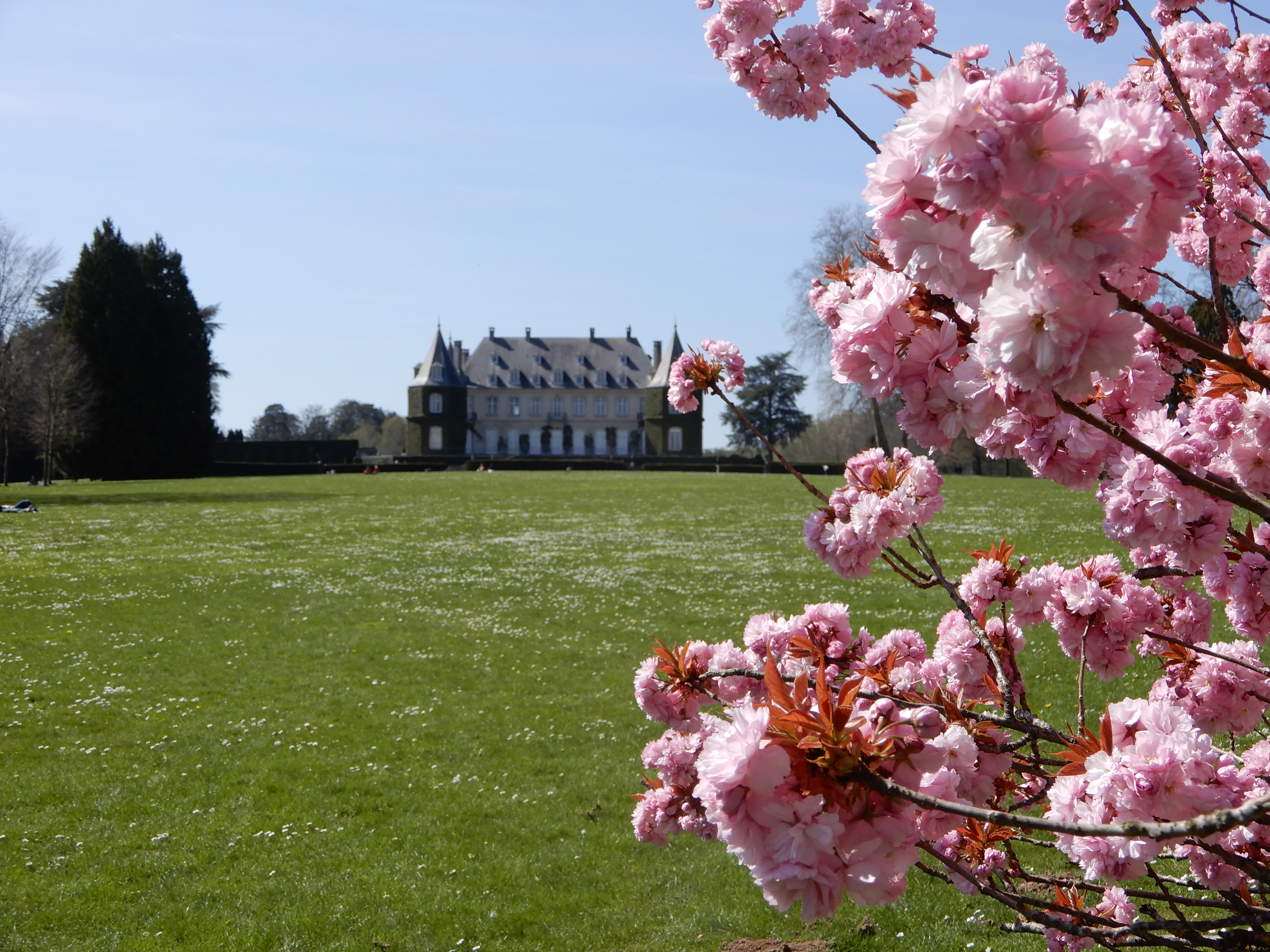
Château de La Hulpe en avril 2022

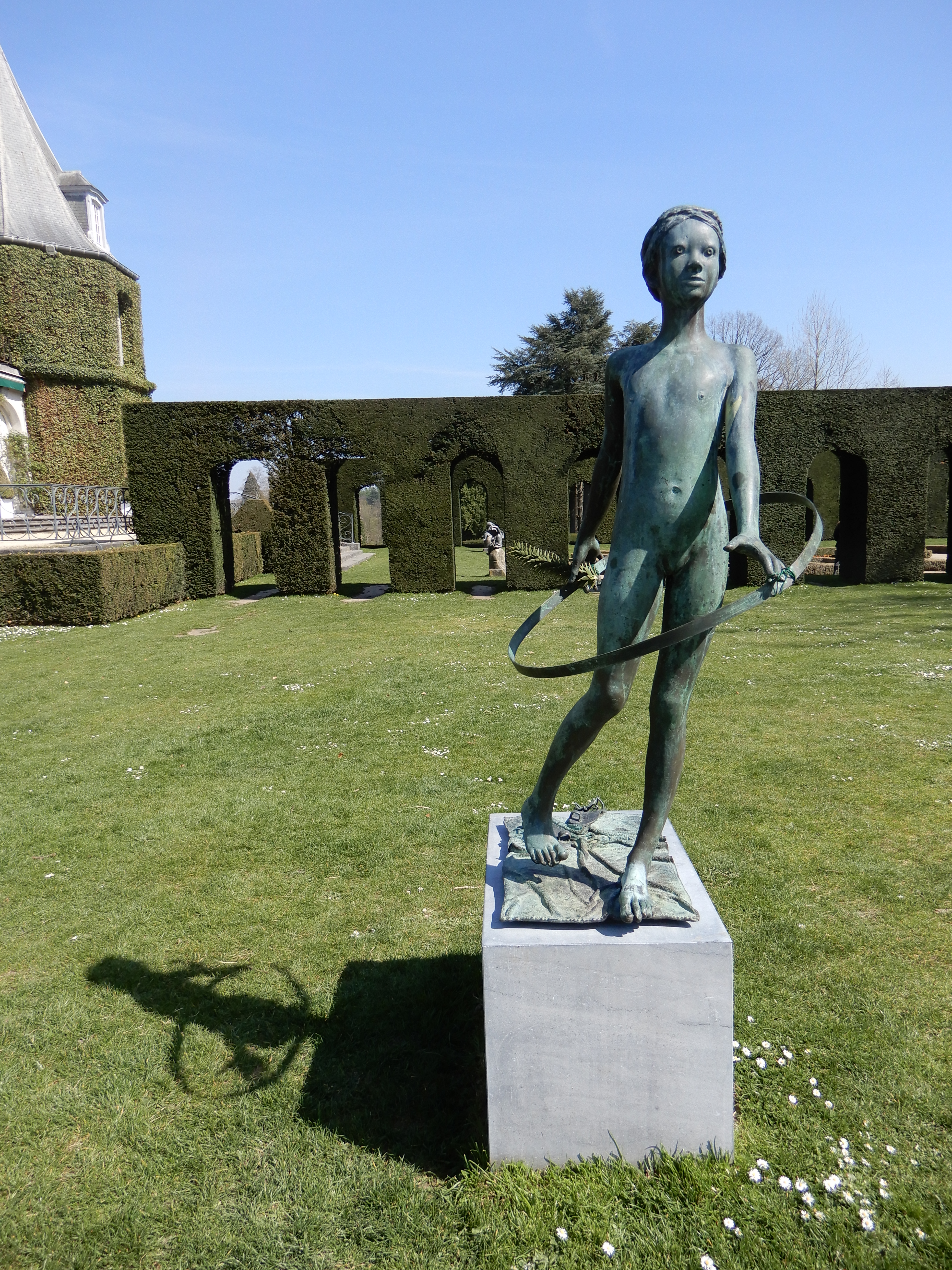
Château de La Hulpe en avril 2022 (Le Jardin)

Le château de La Hulpe est situé dans la commune de La Hulpe en Région wallonne, Belgique.
Le parc aurait fait l'objet d'une intervention du paysagiste anglais Russell Page en 1937. Dans ce parc, on peut découvrir l'obélisque de Monsieur Solvay et la pompe à eau œuvre très particulière de l'architecte bruxellois Victor Horta. 